# Winthemia borealis
Winthemia borealis är en tvåvingeart som beskrevs av Henry J. Reinhard 1931. Winthemia borealis ingår i släktet Winthemia och familjen parasitflugor. Inga underarter finns listade i Catalogue of Life.